# Steffani Lupetti
Steffani Marques Lupetti (ur. 10 marca 1989) – brazylijska judoczka.
Startowała w Pucharze Świata w 2009 i 2010. Wicemistrzyni igrzysk Ameryki Południowej w 2010 roku. 